# Manuele Comneno Ducas
Manuele Comneno Ducas (in greco Μανουήλ Κομνηνός Δούκας?, Manouēl Komnēnos Doukas, a volte chiamato anche Manuele Angelo ; 1187 circa – 1241 circa) fu sovrano di Tessalonica dal 1230 al 1237 e, dopo la sua espulsione da Tessalonica, della Tessaglia dal 1239 fino alla sua morte, avvenuta attorno al 1241.

## Biografia
Manuele era figlio legittimo del sebastocratore Giovanni Ducas. Era quindi cugino di primo grado degli imperatori Isacco II Angelo e Alessio III Angelo, e fratello di Michele I Comneno Ducas e Teodoro Comneno Ducas d'Epiro.
Sposò Jefimija Nemanjić, la sorella del Gran Principe serbo Stefano Nemanjić (1196-1228).

### Carriera
Probabilmente dopo il 1225 o il 1227 il fratello Teodoro gli conferì la dignità di despota di corte. Nel 1225 sposò Maria, figlia illegittima di Ivan Asen II di Bulgaria, contribuendo a consolidare l'alleanza del fratello con questo regno.
Dopo la sconfitta e la cattura del fratello e della sua famiglia da parte dei Bulgari nella Battaglia di Klokotnica nel 1230, Manuele fu autorizzato da Ivan Asen II a governare a Tessalonica e dintorni con il titolo di despota. A un certo punto Manuele cercò di stabilire contatti con il Papato, ma nel 1232 la rottura di lunga data con il Patriarcato d'Oriente di Nicea fu finalmente sanata. Nel 1235 Manuele unì le forze con nicesi e bulgari nell'assedio di Constantinopoli da parte di Giovanni Ducas Vatatze e dello zar Ivan Asen II.
Manuele regnò fino al 1237, quando il suocero Ivan Asen II, rimasto vedovo, sposò Irene, figlia di suo fratello Teodoro, tenuto prigioniero da Ivan. A questo punto Teodoro e i suoi figli furono liberati dalla prigionia e decisero di recuperare il dominio di Tessalonica. Manuele non riuscì a ottenere l'appoggio del principe Goffredo II di Villehardouin d'Acaia e fu costretto a fuggire in Asia Minore.
Dopo un periodo trascorso tra i Selgiuchidi di Rum e a Nicea, nel 1239 Manuele tornò in Grecia con l'appoggio dei Niceani e catturò diverse fortezze, tra cui Larissa e Farsala, dal figlio di Teodoro, Giovanni Comneno Ducas, affermandosi come sovrano della Tessaglia. Teodoro e Giovanni dovettero concordare una divisione delle terre di famiglia. Alla morte di Manuele, intorno al 1241, l'area passò nelle mani dell'altro nipote, Michele II Comneno Ducas d'Epiro.

### Matrimonio e discendenza
Manuele sposò la principessa serba Jefimija Nemanjić, sorella di Stefan Nemanjić (r. 1196-1228). Tuttavia, non poteva vivere a lungo, poiché nel 1225 si sposò di nuovo, con la principessa bulgara Maria, figlia illegittima di Ivan Asen II e di una concubina, in un matrimonio combinato, parte di un patto. Non si ha notizia che abbiano avuto figli.
Manuele potrebbe aver avuto una figlia di nome Elena, che sposò Guglielmo I da Verona, Terziere di Eubea, padre di Guglielmo II da Verona.

## Ascendenza
|                       |   |                   | Genitori         |  |  | Nonni |  |  | Bisnonni |  |  | Trisnonni |  |
|                       |   |                   |                  |  |  |       |  |  | …        |  |  | …         |  |
|                       |   |                   |                  |  |  |       |  |  | …        |  |  | …         |  |
|                       |   | …                 |                  |  |  |       |  |  | …        |  |  |           |  |
| Costantino Angelo     |   |                   |                  |  |  |       |  |  | …        |  |  |           |  |
|                       |   | …                 | …                |  |  |       |  |  |          |  |  |           |  |
|                       |   | …                 | …                |  |  |       |  |  |          |  |  |           |  |
|                       |   | …                 | …                |  |  |       |  |  |          |  |  |           |  |
| Giovanni Ducas        |   | …                 |                  |  |  |       |  |  |          |  |  |           |  |
|                       |   | Alessio I Comneno | Giovanni Comneno |  |  |       |  |  |          |  |  |           |  |
|                       |   | Alessio I Comneno | Giovanni Comneno |  |  |       |  |  |          |  |  |           |  |
|                       |   | Alessio I Comneno | Anna Dalassena   |  |  |       |  |  |          |  |  |           |  |
| Teodora Comnena       |   | Alessio I Comneno |                  |  |  |       |  |  |          |  |  |           |  |
|                       |   | Irene Ducaena     | …                |  |  |       |  |  |          |  |  |           |  |
|                       |   | Irene Ducaena     | …                |  |  |       |  |  |          |  |  |           |  |
|                       |   | Irene Ducaena     | …                |  |  |       |  |  |          |  |  |           |  |
| Manuele Comneno Ducas |   | Irene Ducaena     |                  |  |  |       |  |  |          |  |  |           |  |
|                       | … | …                 |                  |  |  |       |  |  |          |  |  |           |  |
|                       | … | …                 |                  |  |  |       |  |  |          |  |  |           |  |
|                       | … | …                 |                  |  |  |       |  |  |          |  |  |           |  |
| …                     | … |                   |                  |  |  |       |  |  |          |  |  |           |  |
|                       |   | …                 | …                |  |  |       |  |  |          |  |  |           |  |
|                       |   | …                 | …                |  |  |       |  |  |          |  |  |           |  |
|                       |   | …                 | …                |  |  |       |  |  |          |  |  |           |  |
| Zoe Ducas (?)         |   | …                 |                  |  |  |       |  |  |          |  |  |           |  |
|                       |   | …                 | …                |  |  |       |  |  |          |  |  |           |  |
|                       |   | …                 | …                |  |  |       |  |  |          |  |  |           |  |
|                       |   | …                 | …                |  |  |       |  |  |          |  |  |           |  |
| …                     |   | …                 |                  |  |  |       |  |  |          |  |  |           |  |
|                       |   | …                 | …                |  |  |       |  |  |          |  |  |           |  |
|                       |   | …                 | …                |  |  |       |  |  |          |  |  |           |  |
|                       |   | …                 | …                |  |  |       |  |  |          |  |  |           |  |
|                       |   | …                 |                  |  |  |       |  |  |          |  |  |           |  |